# Zhoukoudian
|  | Aquest article tracta sobre l'indret a la Xina. Si cerqueu el cràter de l'asteroide (243) Ida, vegeu «Choukoutien». |

Zhoukoudian o Chou-k'ou-tien (xinès: 周口店, pinyin: Zhōukǒudiàn) és un jaciment arqueològic, format per un sistema de cavernes, ubicat a uns 42 km al sud-oest de Pequín (La Xina), on han estat trobades restes fòssils de l'extint homínid Homo erectus pekinensis.
El popularment conegut com a home de Pequín va ser inicialment batejat com a Sinanthropus pekinensis ('home xinès de Pequín') per l'antropòleg canadenc Davidson Black el 1927, però actualment, i des del 1940, aquestes restes s'assignen a l'espècie Homo erectus.
Han estat descobertes restes parcials de 40 individus, així com més de 100.000 objectes, fent de Zhoukoudian un dels més importants jaciments de l'Homo erectus al món. Data de 460.000 a 230.000 anys en el passat. Va ser catalogat com a Patrimoni de la Humanitat per la UNESCO l'any 1987.